# Lesjöfors museum

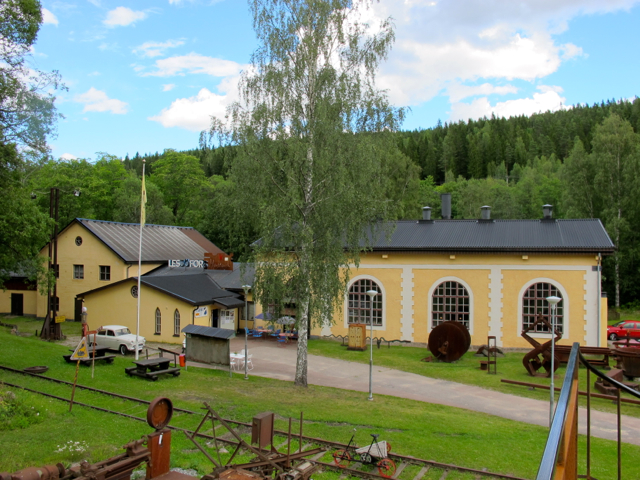
Lesjöfors Museum.

Lesjöfors museum i Lesjöfors visar ortens och det nedlagda brukets historia. Lesjöfors museum som öppnade 1990–1992 har samlat in originalobjekt från samhällets olika delar. Här återfinns bland annat återskapade miljöer som hemmet, fabriken och kontoret. Här visas också bandyn i Lesjöfors historia (Lesjöfors IF).
Museet tog form efter att bruket lagts ned 1985 och friställt ytor och i samband med detta kom konstnären Larseric Vänerlöf med idén om ett bruksmuseum. Kulturföreningen Rikoschetten är en drivande kraft i museet.
På museet finns det en egen paviljong med dragspelaren Signe Gustafssons samlingar.